# Корради, Джакомо
Джакомо Корради (итал. Giacomo Corradi; 2 мая 1602, Феррара, Папская область — 17 января 1666, Рим, Папская область) — итальянский куриальный кардинал и доктор обоих прав. Епископ Йези с 21 апреля 1653 по 24 апреля 1656. Датарий Его Святейшества с 10 апреля 1655 по 17 января 1666. Камерленго Священной Коллегии кардиналов с 15 января 1663 по 14 января 1664. Кардинал-священник с 19 февраля 1652, с титулом церкви Санта-Мария-ин-Траспонтина с 12 марта 1652 по 17 января 1666.